# Кожевин, Владимир Григорьевич
Влади́мир Григо́рьевич Кожевин (13 июля 1907, Шадринск, Пермская губерния — 22 апреля 1990, Кемерово) — заместитель министра угольной промышленности СССР (1953), ректор Кузбасского политехнического института (1967—1977), начальник комбината «Кемеровоуголь» (1947—1953), Герой Социалистического Труда (1948), кандидат технических наук (1961), профессор (1963).

## Биография
Владимир Кожевин родился 13 июля 1907 года в городе Шадринске Шадринского уезда Пермской губернии, ныне город областного подчинения Курганской области. 
В детстве с родителями переехал в Енисейскую губернию, жил в городе Ачинске. Одновременно с учёбой в школе, с июля 1921 года работал разнорабочим местного отделения потребсоюза.
В 1926 году окончил школу и поступил в Первый Сибирский Политехнический техникум имени К. А. Тимирязева в городе Томске на горное отделение. Будучи студентом техникума в качестве начальника провел свою первую поисково-разведочную партию по разведке золотых месторождений в верховьях Енисея и в Таштаголе. Разведка велась по экспедиционным планам будущего академика И. Бардина.
По окончании учёбы в 1930 году был выдвинут на научно-педагогическую работу в техникуме — преподавал специальные дисциплины и был заместителем директора по учебной части. Во время работы в Политехникуме продолжил учёбу в Сибирском механико-машиностроительном институте (ныне Томский политехнический университет) на горном факультете по специальности «Эксплуатация угольных и других пластовых месторождений». Профессор Дмитрий Александрович Стрельников считал его одним из лучших своих учеников, поддерживал связь с ним всю жизнь.
В 1932 году перешёл работать проектировщиком в проектное управление Государственного союзного объединения каменноугольной промышленности Восточной Сибири — «Востокуголь» в городе Томск. Участвовал в закладке и строительстве новых шахт в городе Прокопьевск: крупнейшей на то время в Советского Союза шахты «Коксовая», шахт «Зиминка», № 5-6, № 7 и других.
В 1934 году окончил институт, четыре года работал в Кемеровском горном техникуме: преподавал специальные дисциплины и был заместителем директора по учебной части.
26 сентября 1938 года назначен инженером по техническим вопросам на пусковую шахту «Северная» Кемеровского рудника, 10 января 1939 года стал помощником главного инженера, затем главным инженером шахты. По его инициативе, вразрез постановлению партии, на шахте отказались от использование врубовых машин, и внедрил способ закладки выработанного пространства.
С началом Великой Отечественной войны в составе сформированного на Кузбассе воинского соединения убыл на фронт, но по пути по приказу наркома угольной промышленности СССР В. В. Вахрушева был снят с эшелона и вернулся назад.
В августе 1941 года вместе с группой инженеров был откомандирован в город Осинники в трест «Осинникиуголь» комбината «Кузбассуголь», где добывали угли особо ценных марок, необходимых для металлургии и обороны страны. Работал начальником технического отдела треста — заместителем главного инженера. 22 июня 1942 года был назначен главным инженером шахты № 10 того же треста. Шахта из отстающих вышла в передовые по Кузбассу и, начиная с 1943 года, до конца войны держала знамя Государственного комитета обороны. 16 января 1945 года стал начальником шахты № 10, 21 сентября 1945 освобождён о занимаемой должности.
С 24 сентября 1945 по 8 августа 1947 год работал управляющим трестом «Киселевскуголь» комбината «Кузбассуголь» в город Киселевск. При нём началась открытая добыча в Кузбассе.
В 1947 году на шахтах комбината «Кемеровоуголь» произошли крупные аварии, и согласно приказу министра угольной промышленности от 8 августа 1947 года начальником комбината был назначен В. Г. Кожевин. Изучив и взвесив обстановку, он принял все меры для устранения недостатков. Комбинат входили предприятия Кемеровского, Ленинск-Кузнецкого, Анжеро-Судженского угольных районов. На посту начальника комбината В. Г. Кожевин решал вопросы обновления шахтного фонда, улучшения экономических показателей угольного производства, прежде всего За счет строительства новых шахт на наклонных и пологих пластах в Анжеро-Судженске, а также сооружения шахт «Промышленновская» в Кемерове, «Березовская» и «Первомайская» в Березовском, развития Ленинск-Кузнецкого и Беповского угледобывающих районов. Все проекты строящихся и вводимых шахт обсуждались с привлечением крупных учёных, и только после такого детального анализа он подписывал проект.
Он как начальник комбината первым поставил перед Министерством угольной промышленности восточных районов СССР вопрос об открытой добыче угля. Получил своевременную поддержку партийного руководства области, и началось строительство разрезов.
Указом Президиума Верховного Совета СССР от 28 августа 1948 года за выдающиеся успехи в деле увеличения добычи угля, восстановления и строительства угольных шахт и внедрение передовых методов работы, обеспечивающих значительный рост производительности труда, Кожевину Владимиру Григорьевичу присвоено звание Героя Социалистического Труда с вручением ордена Ленина и золотой медали «Серп и Молот».
Во исполнение Постановления Совета министров СССР № 189 от 23 января 1953 года В. Г. Кожевин выбыл в распоряжение министерства угольной промышленности СССР. 1 февраля утверждён заместителем министра угольной промышленности СССР и членом Коллегии Министерства угольной промышленности. Ненадолго переехал в Москву.
В марте 1953 года на территории Кузнецкого бассейна распоряжением Совета Министров СССР и Министра угольной промышленности СССР был восстановлен единый орган управления угольной промышленностью — комбинат «Кузбассуголь» в городе Кемерово. 31 марта 1953 года начальником комбината был назначен В. Г. Кожевин.
Определяя перспективы бассейна, он нацеливал аппарат комбината на приоритетное развитие открытых работ. Под его руководством, с его активным участием проходит техническое перевооружение отрасли, строятся новые шахты, внедряется механизация и автоматизация, успешно решаются сложные проблемы поиска эффективных методов добычи угля, научно-технического прогресса в отрасли.
В июне 1957 года был назначен первым заместителем председателя Кемеровского Совнархоза. При В. Г. Кожевине был сформирован работоспособный аппарат Совнархоза из профессионально подготовленных людей, успешно развивали базовые отрасли, был создан мощный строительный комплекс, эффективно решали социальные вопросы.
Работая длительное время в Кузнецком угольном бассейне, горный инженер В. Г. Кожевин являлся не только ведущим специалистом по изысканию и созданию методов разработки месторождений Кузбасса, но и работником, уделяющим много времени исследованиям по весьма актуальным задачам угольной промышленности. Под его руководством и с активным участием проходит техническое перевооружение угольной отрасли, строятся новые шахты, разрезы, внедряются механизация и автоматизация, успешно решаются сложные проблемы поиска эффективных методов добычи угля, научно-технического прогресса в отрасли.
Напряжённый труд на ответственных постах Владимир Григорьевич сочетал с научным поиском. В 1961 г. В. Г. Кожевин окончил аспирантуру при Институте горного дела Академии наук СССР и 27 апреля 1961 года успешно защитил диссертационную работу «Изыскание рациональных способов разработки замковых частей складок угольных пластов в условиях Прокопьевско-Киселевского района Кузбасса». Высшая аттестационная комиссия присвоила ему степень кандидата технических наук. Полностью перешёл на научную работу.
В декабре 1961 года, «…в целях укрепления научных кадров и улучшения работы подготовки квалифицированных инженерных кадров» Кожевин переведен в Кемеровский горный институт, где начал работать доцентом на кафедре Разработки месторождений полезных ископаемых. В апреле 1962 года был избран на должность и. о. профессора кафедры РМПИ. Позже назначен заведующим кафедрой «Проведение и крепление горных выработок» в должности профессора, а затем заведующим кафедрой «Строительство горных предприятий», которая была переименована в кафедру «Строительство подземных сооружений и шахт». С 1963 года был избран заведующим кафедрой. Решением ВАК от 8 июня 1963 года В.Г. Кожевин был утвержден в ученом звании профессора по кафедре разработки месторождений полезных ископаемых.
3 июля 1967 года был назначен ректором Кузбасского политехнического института, оставаясь заведующим кафедрой «Строительство подземных сооружений и шахт». Под руководством ректора В. Г. Кожевина была укреплена материально-техническая база института. Его десятилетнее пребывание в должности ректора это период бурного развития института. Тогда были построены три новых учебных корпуса, три общежития. Было увеличено количество специальностей, вырос набор студентов на первый курс. КузПИ прочно занял лидирующие позиции, стал ведущим техническим вузом, крупным образовательным и научным центром Кузбасса. В. Г. Кожевина стал первым председателем созданного совета ректоров вузов Кемеровской области.
Руководил институтом до 2 марта 1977 года, об освобождении от обязанностей ректора по личной просьбе. Продолжал работать в институте, до 1985 года оставался заведующим кафедрой строительства подземных сооружений и шахт
Большое внимание уделял общественно-политической деятельности, был избран депутатом Верховного Совета СССР IV созыва, депутатом Верховного Совета РСФСР V созыва, Кемеровского областного и городского Советов депутатов трудящихся, членом Кемеровского обкома КПСС, делегатом XX и XXIV съездов КПСС. Почти 16 лет возглавлял Кемеровское областное правление общества «Знание».
В апреле 1985 года ушёл на пенсию по состоянию здоровья. Жил в городе Кемерово Кемеровской области.
Владимир Григорьевич Кожевин скончался 22 апреля 1990 года.

## Награды
- Герой Социалистического Труда, 28 августа 1948 года
  - Орден Ленина № 78472
  - Медаль «Серп и Молот» № 2779
- Орден Ленина, 26 апреля 1957 года
- Орден Трудового Красного Знамени, дважды: 12 января 1951 года, 8 августа 1967 года
- Медаль «За трудовую доблесть», 4 октября 1948 года
- Юбилейная медаль «За доблестный труд. В ознаменование 100-летия со дня рождения Владимира Ильича Ленина»
- Медаль «За доблестный труд в Великой Отечественной войне 1941—1945 гг.»
- Знак «Шахтёрская слава» трёх степеней.
- Знак Почётного члена общества «Знание» СССР
- Благодарность и грамота Министерства высшего и специального образования РСФСР за многолетнюю и плодотворную научно-педагогическую деятельность и в связи с 70-летием, май 1977 года
- Грамота Всесоюзного общества «Знание» с занесением в Книгу почёта обществ «Знание» РСФСР и СССР
- Медаль имени С. И. Вавилова (общество «Знание»)
- Грамота общества «Знание» РСФСР

## Память
- В июне 2009 года на 46-м заседании Кемеровского городского Совета народных депутатов было принято решение о присвоении одной из улиц, расположенных в жилом районе Лесная Поляна, имени профессора Кожевина[4].
- 17 февраля 2023 г. председатель правительства Кузбасса (Кемеровской области) Илья Середюк подписал распоряжение «О присвоении Государственному бюджетному профессиональному образовательному учреждению Кемеровскому горнотехническому техникуму имени Кожевина Владимира Григорьевича»[5].

## Научные труды
Было опубликовано около 160 печатных работ, в том числе две монографии, три учебных пособия. Было получено 2 патента на изобретения, написано 7 рецензий на издания по горной промышленности. 
- Кожевин В.Г. Разработка замковых частей угольных пластов. — М.: Госгортехиздат, 1960. — 68 с. — 2000 экз.[6]
- Кожевин В.Г. Горное давление. — Кемерово, 1971. — 193 с. — 700 экз.[7]
- Механика горных пород и устойчивость выработок шахт Кузбасса / В.Г. Кожевин, В.Н. Маньков, В.А. Муратов. — Кемерово, 1969. — 417 с. — 1000 экз.[8]
- Выбор и обоснование бурильных установок для проведения подготовительных выработок / Кожевин В.Г., Баранов Л.В., Якунин М.К.. — Кемерово, 1970. — 108 с. — 300 экз.[9]
- Руководство по расчету и выбору крепи для выемочных штреков шахт Анжеро-Сунженского месторождения / В.Г. Кожевин, В.М. Станкус, В.Н. Маньков. — Кемерово, 1970. — 26 с. — 290 экз.[10]
- Методическое пособие по расчету устойчивости выработок, пройденных механизированным способом / Кожевин В.Г., Изаксон В.Ю., Сдобников П.В.. — Кемерово, 1971. — 30 с. — 300 экз.[11]
- Временная методика по применению камуфлетного взрывания для повышения устойчивости выработок, пройденных в пучащих породах на шахтах комбината «Кузбассуголь» / Кожевин В.Г., Западинский Л.А., Гурьянов В.С.. — Кемерово, 1973. — 33 с. — 150 экз.[12]
- Крепь горных выработок и обделки подземных сооружений / Под ред. проф. В.Г. Кожевина. — Кемерово, 1973. — 85 с. — 300 экз.[13]
- Механика горных пород и устойчивость выработок шахт Кузбасса / Под ред. В.Г. Кожевина. — Кемерово, 1973. — 345 с. — 800 экз.[14]
- Технология строительства горных выработок / Редкол. В.Г. Кожевин. — Кемерово: КузПИ, 1985. — 134 с. — 300 экз.[15]

## Зарубежные командировки
В составе делегаций неоднократно выезжал за границу в служебные командировки:
- 1958 год — в Бельгию на международную выставку в Брюссель
- 1965 год — в США в составе советской делегации
- 1966 год — в Румынию
- 1968 год — в ГДР (читал лекции по горному делу во Фрайбергской горной академии)
- 1969 год — на Кубу с делегацией ученых СССР
- 1970 год — в Венгрию
- 1971 год — в Финляндию с докладом о состоянии высшего образования в СССР. Читал лекции по горному делу
- 1974 год — в Венгрию по линии общества «Знание».

## Семья
- Отец — Григорий Максимович, рано остался сиротой, стал учителем
- Мать — Муза Ивановна, с отличием окончила гимназию и институт, работала в школе, была убита в годы коллективизации.
  - В семье трое детей, Владимир Григорьевич — старший
- Жена — Варвара Игнатьевна Немчанинова
  - две дочери Нина и Ольга, сын Владимир

## Увлечения
Его слабостью были и шахматы. Вырывался на футбол и хоккей и знал спортсменов. Будучи руководителем «Кузбассугля», находил средства поощрять деньгами спортсменов при выигрыше команды. При нём «Шахтёр» дважды был чемпионом РСФСР.